# Сукиасян, Карапет Ованесович
Карапе́т Оване́сович Сукиася́н (арм. Կարապետ Սուքիասյան; 15 марта 1936, с. Шаврава, Иран) — армянский филолог, историк. С 1987 года живёт и работает в США.
В 1946 году репатриировался в Советскую Армению. Окончил Духовную семинарию Эчмиадзина (в 1961 году) и филологический факультет Ереванского государственного университета (в 1966). Работал в редакции журнала «Эчмиадзин», позже — в Государственном архивном управлении АрмССР. Кандидат филологических наук (1972). В 1967—1987 гг. — научный сотрудник Ереванского НИИ древних рукописей Матенадаран.
Автор научных статей и книг, в частности, исследования «Армены и Арарат» (Лос-Анджелес, 1996), посвященного этимологии имен Армен-Ай-Арарат и автохтонности армян в Армянском нагорье.